# Kostel svatého Jakuba Staršího (Jičín)
Kostel svatého Jakuba Staršího v Jičíně je římskokatolický farní kostel postavený po roce 1627 v barokním slohu. Je hlavním chrámem jičínské římskokatolické farnosti a arciděkanství královéhradecké diecéze. Nachází se na náměstí, poblíž Valdické brány v historické části města Jičína, ve stejnojmenném okrese Královéhradeckého kraje. Je přímo propojen barokní chodbou s vedlejším valdštejnským zámkem. Budova fary-děkanství se nachází poblíž zadní části kostela.

## Historie

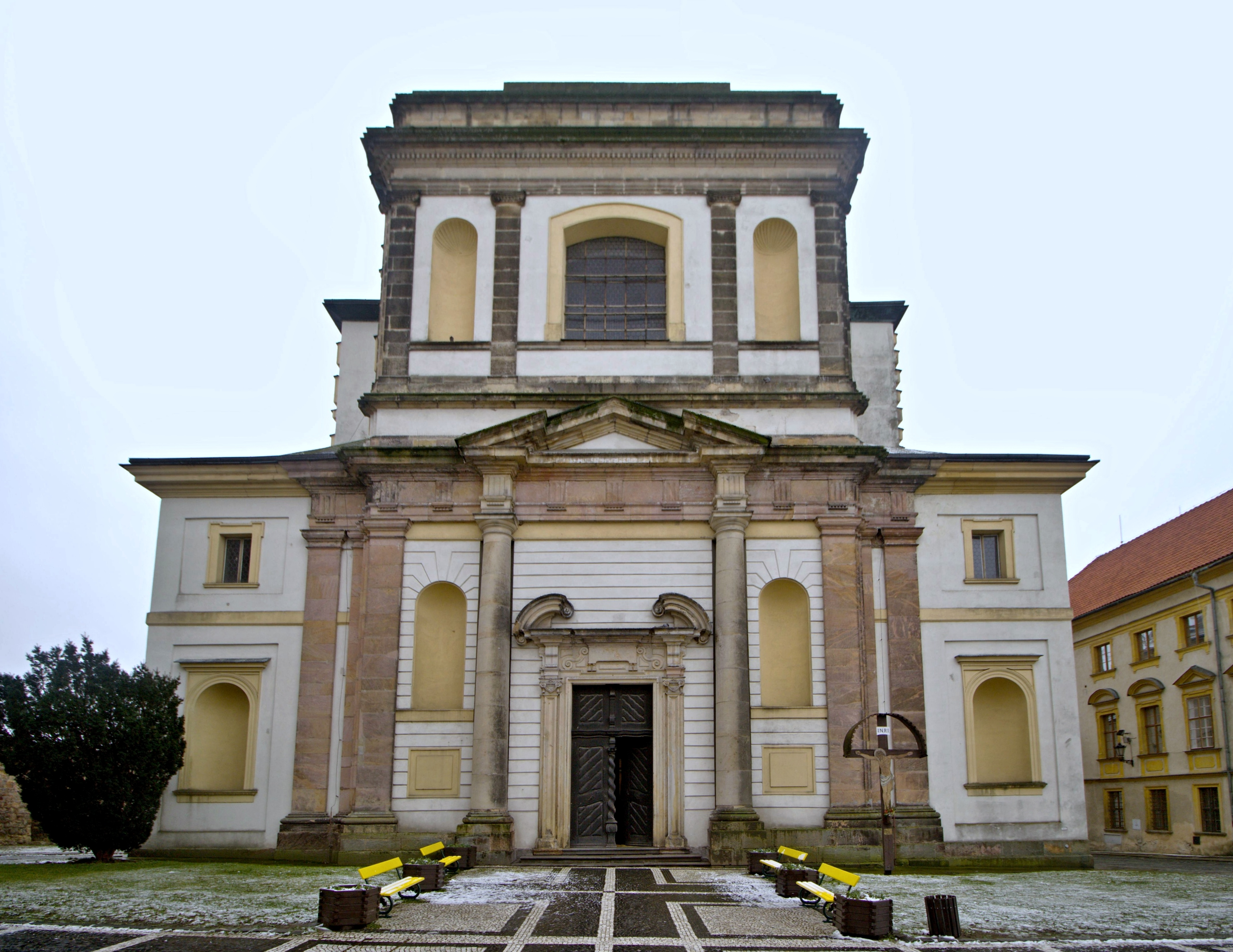
Vstupní část kostela

Kostel nechal postavit Albrecht z Valdštejna v těsném sousedství svého zámku, na parcelách zbouraných měšťanských domů, poté, co původní farní kostel sv. Jakuba předal řádu jezuitů a ti si při něm vybudovali kolej.
Základní kámen kostela byl položen v roce 1627. Architektem byl Giovanni Battista Pieroni, podle jehož návrhu byla stavba na půdorysu řeckého kříže s vložením věžovitých kaplí a předstupujícím pilastrovým průčelím. Stavbu zprvu vedl Andrea Spezza, Valdštejnův dvorní architekt, po jeho úmrtí v roce 1628 převzal vedení stavby Valdštejnův stavitel Nicolò Sebregondi.
Kostel zamýšlen jakožto katedrála pro nové biskupství, tento plán však skončil násilnou smrtí Albrechta z Valdštejna. Výstavba byla zastavena a zamýšlená kupole spolu se čtyřmi věžemi již nikdy nebyly dokončeny. Ke zprovoznění a následného předání kostela došlo až v roce 1655, farníci mezitím navštěvovali původní farní kostel u jezuitů.
Kostel za dobu své existence dvakrát vyhořel. Poprvé vyhořel v roce 1681, a tak bylo zapotřebí celý vnitřek kostela nově omítnout a v patře byly zřízeny dvě panské oratoře a následně v roce 1701 došlo k vysvěcení kostela. Podruhé v roce 1768, po němž došlo k rozsáhlejším škodám. O rok později došlo k propojení oratoře s panským sídlem a zámkem.

## Popis kostela

### Interiér kostela

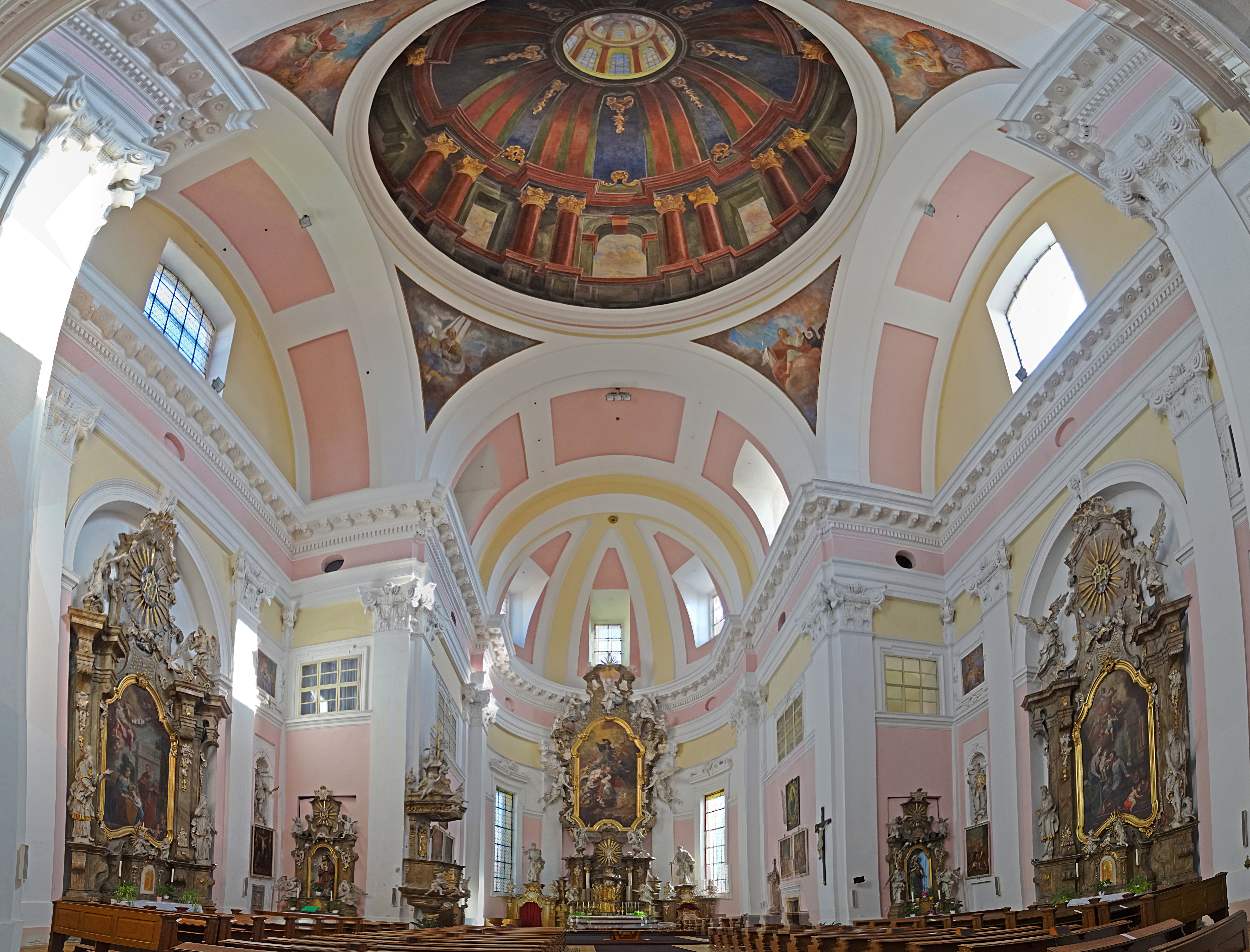
Interiér kostela

#### Malby a obrazy
O vnitřní malby včetně obrazů se postaral malíř rokoka a začínajícího klasicismu Josef Kramolín. Strop kopule je pokryt ilusivní malbou a pod kopulí ve sférických trojúhelnících se nacházejí obrazy evangelistů - Matouše, Marka, Lukáše a Jana. V transeptu se pod římsou nacházejí obrazy čtyř západních církevních otců - sv. Ambrože, sv. Augustina, sv. Řehoře Velikého a sv. Jeronýma.
Hlavní oltářní obraz je nesignovaný a zachycuje bitvu u Clavija roku 844, ve které Ramiro z Leonu porazil Saracény. Nad vojskem se zjevuje sv. Jakub na bílém koni a dodává Španělům odvahu k boji.

#### Sochy a oltáře

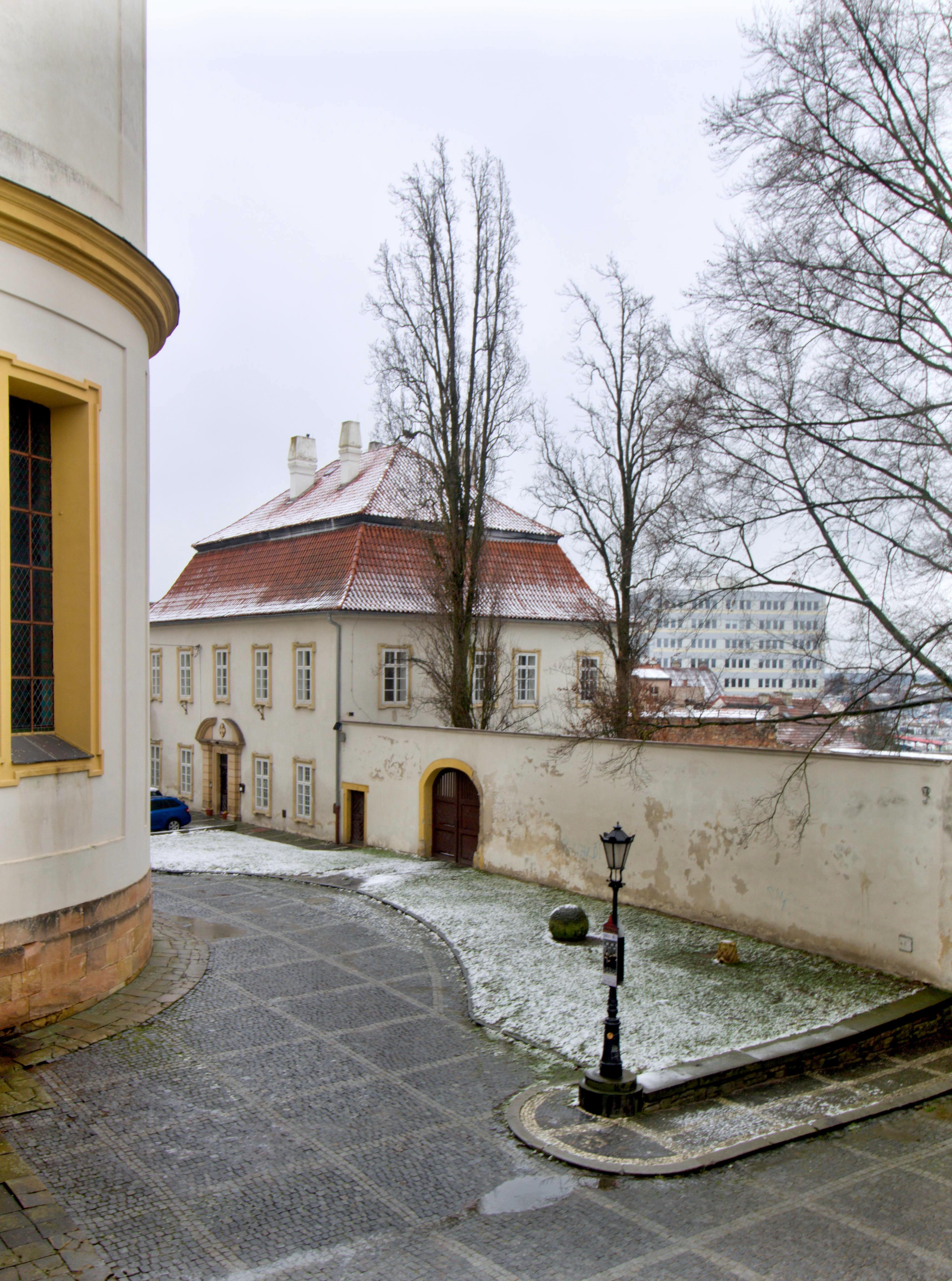
Barokní budova děkanství u sv. Jakuba

Okolo hlavního oltáře se nacházejí sochy v nadživotních velikostech vyobrazující apoštoly sv. Petra a sv. Pavla. U jižních stěn příčné lodi se nacházejí pozdně barokní oltáře Panny Marie a Nejsvětějšího Srdce Páně z řezbářské dílny Jelínků v Kosmonosích. Tyto oltáře jsou vyrobeny z polychromovaného dřeva a umělého mramoru.
Při bočních stěnách kostela, v závěrech transeptu, se nacházejí oltáře sv. Anny a sv. Rodiny. I tato umělecká řezbářská díla zhotovená okolo roku 1770 jsou z dílny Jelínků v Kosmonosích.
Sochy k těmto oltářům byly přidány na začátku 20. století.

#### Presbytář
Mramorové desky presbytáře jsou připomínkou obětí Prusko-rakouské v roce 1866 a obětí války mezi Rakouskem-Uherskem a Osmanskou říší v roce 1878.

#### Varhany
V kostele se nacházejí pozdně romantické varhany na kůru zhotovené v roce 1903 firmou Emanuel Štěpán Petr z Prahy. V roce 2004 byla zahájená jejich rekonstrukce, která byla dokončená v roce 2018. Rekonstrukce stála 3 500 000 Kč.

### Zvony
Zvony byly do kostela pořízeny až v roce 1992. Jedná se o zvony - Svatý Jakub, Svatý Josef a Paní Zdislava